# Грейс Харбър (окръг)
Окръг Грейс Харбър (на английски: Grays Harbor County) е окръг в щата Вашингтон, Съединени американски щати. Площта му е 5760 km², а населението – 72 697 души (2017). Административен център е град Монтесано.

## Градове
- Елма
- Макклиъри
- Оуквил
- Оушън Шорс